# 塞赖娜·皮乌贝尔
塞赖娜·皮乌贝尔（德語：Seraina Piubel；2000年6月2日—），瑞士女子职业足球运动员，司职中场，目前效力于西汉姆联足球俱乐部和瑞士国家女子足球队。她曾代表瑞士参加2023年国际足联女子世界杯。